# Артилерійська батарея
Батаре́я артилері́йська — підрозділ в артилерійських частинах та на кораблях, що складається з 2—6 і більше гармат.
Батарея в артилерії структурно відповідає загальновійськовій роті і складається зі взводів.
За типом основного озброєння артилерійська батарея буває гарматна, гаубична, мінометна, реактивна, ракетна та батарея самохідних установок.
У сучасних арміях в батареї — 2—3 вогневих взводи, взвод (відділення) управління та 2—6 гармат (мінометів) або 4—6 установок. У бою батареї застосовується зазвичай у повному складі. Батареї полкової, протитанкової, зенітної артилерії малого калібру можуть використовуватися також повзводно і погарматно.
У минулому на військово-морському флоті терміном «батарея» могли позначатися фортифікаційні укріплення і артилерійські судна.
Батареями іменуються також підрозділи топографічної, звукометричної, оптичної розвідки. Існують також батареї управління, паркова, навчальна тощо.

## На ВМФ

### Батарея корабельної артилерії
Термін «батарея корабельної артилерії» має два значення:
1. Однотипні гармати (числом від 2 до 8) великих, середніх або малих калібрів, об'єднані на кораблі за місцем установлення і засобами управління.
2. Підрозділ артилерійської бойової частини корабля, аналогічний башті або групі. При наявності дивізіонів — входить до їх складу.

Історично батареєю називалася сукупність гармат однієї батарейної палуби.

### Берегова батарея
У береговій артилерії батарея — артилерійський підрозділ, що включає 3-6 гармат одного калібру, радіотехнічні та оптичні засоби виявлення і спостереження за морськими цілями, прилади управління стрільбою і засоби зв'язку. Можуть бути як стаціонарними, так і мобільними (самохідні або буксирувані гармати).

### Плавуча батарея
Плавуча батарея — історичний термін, що позначав у XIX столітті буксируване або самохідне судно, озброєне артилерією. Призначалися для оборони Військово-морських баз і кораблів на рейді, а також вогневої підтримки військ, що діяли на узбережжі.
У 1877—1878 роках в Російському флоті на Чорному морі було побудовано сім несамохідних броненосних плавучих батарей. За конструкцією кожна являла собою дерев'яні понтони, об'єднані загальною платформою, на яку були встановлені нарізні гармати (три одиниці 152-мм гармат і дві 229-мм гармати) і дві гладкоствольні 152-мм «гармато-карронади».

### Торпедна батарея
«Торпедна батарея» — історичний термін, що позначав 1-2 торпедних апарати, встановлених на узбережжі морських вузькостей, призначених для ураження кораблів противника, що здійснювали прорив.